# Ciarán
Ciarán  è un nome proprio di persona irlandese maschile.

## Varianti
- Forme anglicizzate: Kieran[1][2], Kieron[1][2], Kyran[2], Keiran[1][2], Kiaran[2]

## Origine e diffusione
Antico nome irlandese, formato dal termine ciar ("nero", "scuro") combinato con il suffisso diminutivo -án; viene a volte considerato una variante del nome Ciar.
Venne portato da alcuni santi, tra cui Ciarán di Saighir, uno dei santi più popolari d'Irlanda.

## Onomastico
L'onomastico si può festeggiare in memoria più santi (i cui nomi sono talvolta resi in italiano con "Ciarano"), alle date seguenti:
- 5 marzo, san Ciarán il Vecchio, vescovo e abate a Saighir, uno dei dodici apostoli d'Irlanda[3][4]
- 14 giugno, san Ciarán il Devoto (o Cearan), abate a Bellach-Duin (oggi Castle Kerrant, Meath)[5]
- 9 settembre, san Ciarán il Giovane, abate a Clonmacnois, anch'egli uno dei dodici apostoli d'Irlanda[6][7]

## Persone
- Ciarán di Clonmacnoise, vescovo irlandese
- Ciarán di Saighir, vescovo irlandese
- Ciarán Bourke, musicista irlandese
- Ciarán Hinds, attore irlandese
- Ciarán Martyn, calciatore irlandese
- Ciarán Power, ciclista su strada irlandese

### Variante Kieran
- Kieran Culkin, attore statunitense

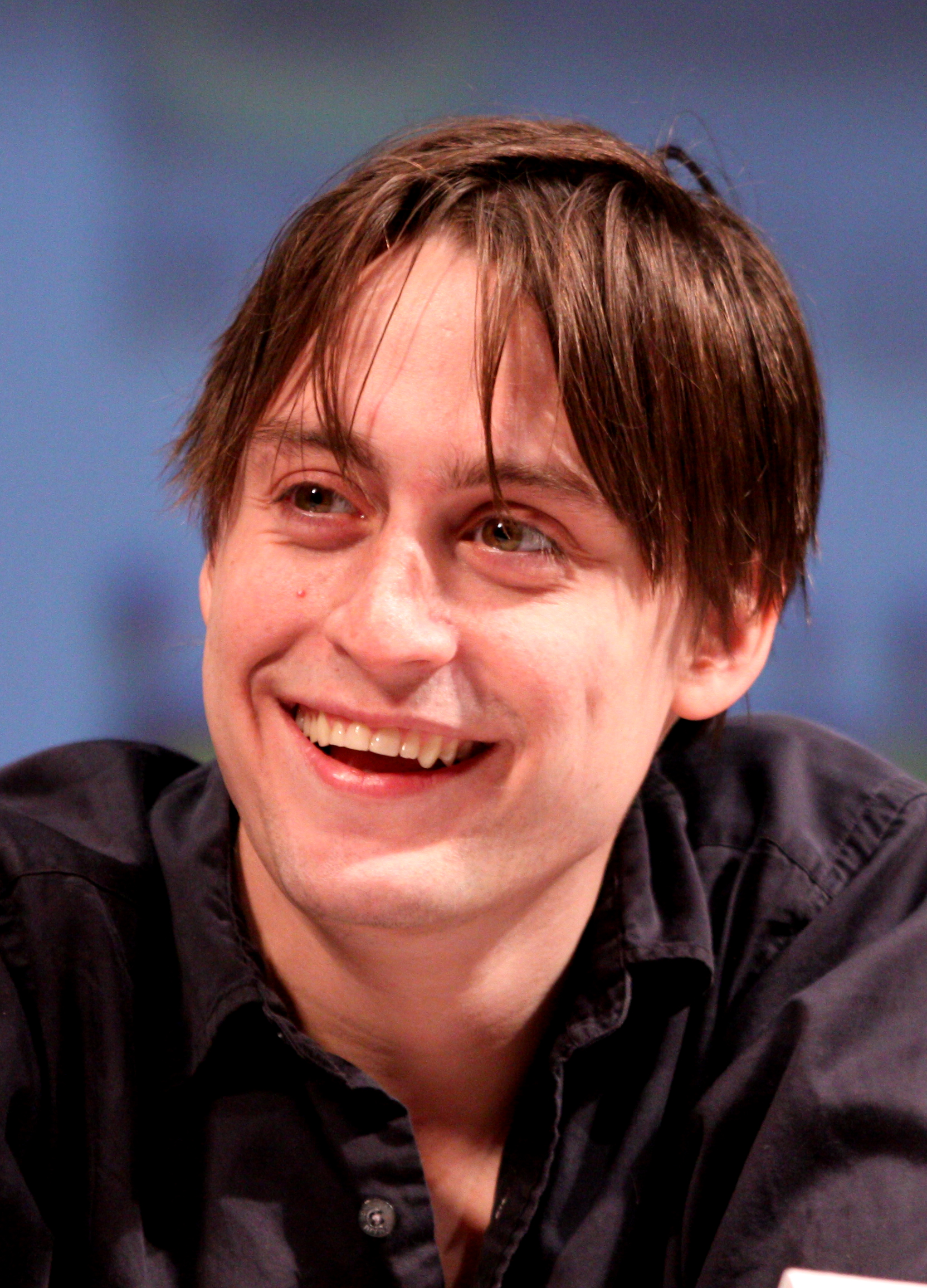
Kieran Culkin

- Kieran Crowley, rugbista a 15 e allenatore di rugby a 15 neozelandese
- Kieran Darcy-Smith, attore, regista e sceneggiatore australiano
- Kieran Doherty, attivista britannico
- Kieran Gibbs, calciatore inglese
- Kieran O'Reilly, arcivescovo cattolico irlandese
- Kieran Trippier, calciatore inglese

### Altre varianti
- Kyran Bracken, rugbista a 15 britannico
- Ciaran Clark, calciatore inglese naturalizzato irlandese
- Kieron Gillen, fumettista e giornalista britannico
- Keiran Lee, attore pornografico e regista pornografico britannico
- Kieron Moore, attore irlandese